# قرار مجلس الأمن التابع للأمم المتحدة رقم 2005
قرار مجلس الأمن التابع للأمم المتحدة رقم 2005، المتخذ بالإجماع في 14 سبتمبر 2011.

## القرار
وإذ يشدد مجلس الأمن على أهمية الدعم الدولي لسيراليون خلال انتخابات عام 2012 وسعيها لتحقيق السلام والأمن والتنمية على المدى الطويل، قرر المجلس تمديد ولاية مكتب الأمم المتحدة المتكامل لبناء السلام في سيراليون لمدة عام واحد، حتى 15 سبتمبر 2012.
قرر المجلس، باعتماده بالإجماع للقرار 2005 (2011)، أنه ينبغي للمكتب أن يدعم الحكومة في إجراء انتخابات سلمية وذات مصداقية وديمقراطية وأن يواصل مساعدة جهودها في منع نشوب النزاعات والتخفيف من حدتها ومعالجة بطالة الشباب وكذلك تنفيذ برامج النوع الاجتماعي وتعزيز الحكم الرشيد وسيادة القانون وحقوق الإنسان.
وعلى الرغم من النص، فقد كُلف المكتب أيضا بمساعدة الحكومة في مكافحتها للفساد والاتجار غير المشروع بالمخدرات والجريمة المنظمة وفي تعزيز القدرة الوطنية في مجال إنفاذ القانون والطب الشرعي وإدارة الحدود وبناء مؤسسات العدالة الجنائية.
وفي جميع هذه الجهود، شدد المجلس على أنه ينبغي للمكتب أن يعمل في إطار الرؤية المشتركة لفريق الأمم المتحدة القُطري وبالتنسيق مع لجنة بناء السلام، التي اختارت سيراليون كواحدة من أول بلدين يتلقين المساعدة في التعافي من الصراع.
كما حث المجلس، من خلال القرار، الحكومة على تكثيف جهودها لإجراء حوار منتظم وشامل بشأن جميع القضايا السياسية والاجتماعية والاقتصادية الرئيسية، داعيًا الحكومة وجميع الأحزاب السياسية وأصحاب المصلحة الآخرين إلى المساهمة في تهيئة مناخ يفضي إلى انتخابات نزيهة وسلمية.

## روابط خارجية
- نص القرار في undocs.org